# 313
| [ Edytuj tabelę ] |                                                                         |
| Król Armenii      | - 287 Tiridates III 330                                                 |
| Cesarz Chin       | - 307 Jin Huaidi 313 - 313 Jin Mindi 316                                |
| Władca Korei      | - 300 Mich’ŏn 331                                                       |
| Papież            | - 311 Milcjades 314                                                     |
| Król Persji       | - 309 Szapur II 379                                                     |
| Cesarz Rzymu      | - 306 Konstantyn Wielki 337 - 308 Licyniusz 324 - 310 Maksymin Daja 313 |

Rok 313 / CCCXIII
stulecia: III wiek ~
IV wiek ~
V wiek

lata: 303 «
308 «
309 «
310 «
311 «
312 «
313
» 314
» 315
» 316
» 317
» 318
» 323

## Wydarzenia
Europa
- 3 lutego – Edykt mediolański. Konstantyn I Wielki ogłosił tolerancję religijną na obszarze Cesarstwa Rzymskiego.
- 30 kwietnia – Licyniusz pokonał Maksymina Daję w bitwie pod Adrianopolem.

Azja
- Podbój chińskiej komanderii Lelang przez koreańskie królestwo Goguryeo.

## Urodzili się
- Geminian z Modeny, biskup (zm. ≈396).

## Zmarli
- 14 marca – Jin Huaidi, cesarz Chin (ur. 284).
- sierpień – Maksymin Daja, cesarz rzymski (ur. 270).
- 22 października – Mellon z Rouen, biskup.
- 3 grudnia – Dioklecjan, cesarz rzymski (ur. 244).